# Jan Hoedeman
Jan Hoedeman (Rhenen, 1960) is een Nederlandse journalist en schrijver.
Hoedeman groeide op in Veenendaal en bezocht daar het Ichthus College. Zijn eerste journalistieke ervaring deed hij op bij De Vallei (de Gelderlander), bij de plaatselijke De Veense Courant en De Veenendaalse vrouwenkrant. 

## Journalist
Al tijdens zijn studie aan de School voor Journalistiek in Utrecht schreef Hoedeman het boek Veenendaal in de Tweede Wereldoorlog. 
Vanaf 1986 werkte hij bij het VARA-radioprogramma ‘In de Rooie Haan’ en schreef voor de Haagse Post. In 1988 stapte hij over naar het weekblad Elsevier, onder andere als politiek analist. Vanaf 1994 werkte Hoedeman bij de Volkskrant. Eerst als politiek journalist, en vanaf 2004 bij de bijlage 'Het Vervolg'. Na 21 jaar lang als redacteur bij de Volkskrant te hebben gewerkt, werd hij in 2015 politiek redacteur van het Algemeen Dagblad.
Hoedeman is oprichter en voorzitter van de Vereniging Verslaggevers Koninklijk Huis (VVKH). Als royaltywatcher ging hij meermalen mee met een staatsbezoek. Samen met collega-journalist Remco Meijer schreef Hoedeman het boek Willem-Alexander. Van prins tot koning.

## Erkenning
Voor zijn reconstructie van kabinet Rutte 1 won hij samen met zijn collega Robert Giebels in 2012 De Tegel voor 'Beste Verslaggeving'. Hij kreeg De Tegel voor de serie Reconstructie van mislukt Catshuisoverleg. Het bekroonde artikel beschrijft wat zich achter de schermen afspeelde aan het einde van het kabinet VVD/CDA dat werd gedoogd door de PVV.

## Prijs
- De Tegel (2012)

## Varia
Hoedeman kwam in 2016 zelf in het nieuws toen hij de grootste driedradige meun ving die ooit in Nederland was gevangen. Deze in Nederland zeldzame meunsoort had een lengte van 34 cm.